# ماریا مرکاده
ماریا مرکاده (کاتالونیایی: María Mercader؛ ‏ ۶ مارس ۱۹۱۸ – ۲۶ ژانویهٔ ۲۰۱۱) بازیگر اهل اسپانیا بود. وی بین سال‌های ۱۹۲۳ تا ۱۹۹۲ میلادی فعالیت می‌کرد.
از فیلم‌هایی که وی در آن نقش داشته است، می‌توان به خانه لبخندها، ترانهٔ زندگی و قلب و روح اشاره کرد.
ماریا مرکاده دخترعموی رامون مرکادر قاتل لئون تروتسکی است.